# Renato de La Tour-du-Pin
René-Louis-Victor de La Tour-du-Pin, marqués de La Tour-du-Pin y VIII marqués de La Charce (París, 22 de agosto de 1779 - París, 4 de abril de 1832) fue un militar y político francés.

## Biografía
René de La Tour-du-Pin nació en París, Francia, siendo hijo de René Jean de La Tour-du-Pin, Marqués de La Tour-du-Pin y de Louise Charlotte de Béthune. En 1794 sucedió a su abuelo y se convirtió en VIII marqués de La Charce.
Se desempeñó como teniente coronel del Estado Mayor de la Guardia Real de Luis XVIII y fue oficial de la Legión de Honor. El 22 de agosto de 1815 fue elegido miembro de la Asamblea Nacional por el departamento de Altos del Sena, aunque luego esta se disolvió el 4 de octubre de 1816. El 4 de noviembre de 1820 volvió a ocupar un escaño, esta vez por el departamento de Ardenas (Rethel), siendo representante de la ultraderecha. Se postuló nuevamente en los comicios del 25 de febrero de 1824 como representante del departamento de las Ardenas (Rethel), aunque finalmente fracaso, en el que fue su última incursión electoral.

## Matrimonio y descendencia
Contrajo matrimonio con la princesa María Camila de Mónaco (1784-1879), hija del príncipe José de Mónaco y de María Teresa de Choiseul. Fruto de este matrimonio nacieron dos hijos:
- Josephine Philis Charlotte de La Tour-du-Pin (28 de mayo de 1805 - 7 de abril de 1865). Contrajo matrimonio con Charles-Fortuné Jules Guigues de Moreton, Conde de Chabrillan (1796-1863); Con descendencia.
  - Hippolyte-Camille-Fortuné Guigues de Moreton, Conde de Chabrillan (1828-1900). Contrajo matrimonio con la princesa Ana Francisca de Croÿ y fue padre de Aynard Guigues de Moreton, pretendiente al trono de Mónaco.
  - Luis-Robert-Fortuné Guigues de Moreton (1832 - 1832)

- Louis Gabriel Aymard de La Tour-du-Pin, marqués de La Tour-du-Pin y marqués de La Charce (12 de junio de 1806 - 11 de noviembre de 1855). Soltero; sin descendencia.

## Distinciones honoríficas
- Oficial de la Orden de la Legión de Honor.

## Ancestros
|  |                                                                         |  |  |  |  |  |  |  |  |  |  |  |  |  |  |  |
|  | 8. Jacques Philippe Auguste de La Tour-du-Pin, VI Marqués de La Charce  |  |  |  |  |  |  |  |  |  |  |  |  |  |  |  |
|  |                                                                         |  |  |  |  |  |  |  |  |  |  |  |  |  |  |  |
|  |                                                                         |  |  |  |  |  |  |  |  |  |  |  |  |  |  |  |
|  | 4. Philippe Antoine Gabriel de La Tour-du-Pin, VII Marqués de La Charce |  |  |  |  |  |  |  |  |  |  |  |  |  |  |  |
|  |                                                                         |  |  |  |  |  |  |  |  |  |  |  |  |  |  |  |
|  |                                                                         |  |  |  |  |  |  |  |  |  |  |  |  |  |  |  |
|  | 9. Madeleine Antoinette Gabrielle de Choiseul, Marquesa de Lanques      |  |  |  |  |  |  |  |  |  |  |  |  |  |  |  |
|  |                                                                         |  |  |  |  |  |  |  |  |  |  |  |  |  |  |  |
|  |                                                                         |  |  |  |  |  |  |  |  |  |  |  |  |  |  |  |
|  | 2. René Jean de La Tour-du-Pin, Marqués de La Tour-du-Pin               |  |  |  |  |  |  |  |  |  |  |  |  |  |  |  |
|  |                                                                         |  |  |  |  |  |  |  |  |  |  |  |  |  |  |  |
|  |                                                                         |  |  |  |  |  |  |  |  |  |  |  |  |  |  |  |
|  | 10. Pierre Nicolas Bertin, Señor de Blagny                              |  |  |  |  |  |  |  |  |  |  |  |  |  |  |  |
|  |                                                                         |  |  |  |  |  |  |  |  |  |  |  |  |  |  |  |
|  |                                                                         |  |  |  |  |  |  |  |  |  |  |  |  |  |  |  |
|  | 5. Jeanne Madeleine Bertin, Señora de Méréville                         |  |  |  |  |  |  |  |  |  |  |  |  |  |  |  |
|  |                                                                         |  |  |  |  |  |  |  |  |  |  |  |  |  |  |  |
|  |                                                                         |  |  |  |  |  |  |  |  |  |  |  |  |  |  |  |
|  | 11. Jeanne Delpech de Méréville, Dama d'Amfreville                      |  |  |  |  |  |  |  |  |  |  |  |  |  |  |  |
|  |                                                                         |  |  |  |  |  |  |  |  |  |  |  |  |  |  |  |
|  |                                                                         |  |  |  |  |  |  |  |  |  |  |  |  |  |  |  |
|  | 1. René de La Tour-du-Pin, VIII Marqués de La Charce                    |  |  |  |  |  |  |  |  |  |  |  |  |  |  |  |
|  |                                                                         |  |  |  |  |  |  |  |  |  |  |  |  |  |  |  |
|  |                                                                         |  |  |  |  |  |  |  |  |  |  |  |  |  |  |  |
|  | 12. Louis Marie Victor de Béthune, Conde de Béthune                     |  |  |  |  |  |  |  |  |  |  |  |  |  |  |  |
|  |                                                                         |  |  |  |  |  |  |  |  |  |  |  |  |  |  |  |
|  |                                                                         |  |  |  |  |  |  |  |  |  |  |  |  |  |  |  |
|  | 6. Joachim Casimir Léon de Béthune, Conde de Béthune                    |  |  |  |  |  |  |  |  |  |  |  |  |  |  |  |
|  |                                                                         |  |  |  |  |  |  |  |  |  |  |  |  |  |  |  |
|  |                                                                         |  |  |  |  |  |  |  |  |  |  |  |  |  |  |  |
|  | 13. Marie Françoise Potier                                              |  |  |  |  |  |  |  |  |  |  |  |  |  |  |  |
|  |                                                                         |  |  |  |  |  |  |  |  |  |  |  |  |  |  |  |
|  |                                                                         |  |  |  |  |  |  |  |  |  |  |  |  |  |  |  |
|  | 3. Louise Charlotte de Béthune                                          |  |  |  |  |  |  |  |  |  |  |  |  |  |  |  |
|  |                                                                         |  |  |  |  |  |  |  |  |  |  |  |  |  |  |  |
|  |                                                                         |  |  |  |  |  |  |  |  |  |  |  |  |  |  |  |
|  | 14. Louis Antoine Crozat, Barón de Thiers                               |  |  |  |  |  |  |  |  |  |  |  |  |  |  |  |
|  |                                                                         |  |  |  |  |  |  |  |  |  |  |  |  |  |  |  |
|  |                                                                         |  |  |  |  |  |  |  |  |  |  |  |  |  |  |  |
|  | 7. Antoinette Marie Louise Crozat                                       |  |  |  |  |  |  |  |  |  |  |  |  |  |  |  |
|  |                                                                         |  |  |  |  |  |  |  |  |  |  |  |  |  |  |  |
|  |                                                                         |  |  |  |  |  |  |  |  |  |  |  |  |  |  |  |
|  | 15. Marie Louise Augustine de Laval                                     |  |  |  |  |  |  |  |  |  |  |  |  |  |  |  |
|  |                                                                         |  |  |  |  |  |  |  |  |  |  |  |  |  |  |  |
|  |                                                                         |  |  |  |  |  |  |  |  |  |  |  |  |  |  |  |